# Factor T
Factor T is een boekje uit 1972 van de hand van de Poolse schrijver, filosoof, filmmaker, componist en dichter Stefan Themerson.
Factor T is gebaseerd op Themersons theorie dat de eeuwige tragedie (factor T) van de mensheid schuilt in het conflict tussen de drang om bepaalde aandriften te bevredigen en de weerzin tegen de handelingen die een dergelijke bevrediging vereisen.